# Hódító Robur
A Hódító Robur Jules Verne fantasztikus regénye, amely először a Journal des debates politiques et littéraires folyóiratban jelent meg folytatásban 1886. június 29. és augusztus 18. között, majd 1886. augusztus 23-án Párizsban Pierre-Jules Hetzel adta ki könyv formában. A regény folytatásának tekinthető A világ ura című mű.
A könyv három rétegű. Elsősorban ifjúsági regény. Másrészt korának egyik tudományos vitájában foglal határozottan állást, Verne tudományos ismeretei alapján a légballonnal szemben a levegőnél nehezebb repülő eszközöket látja repülésre alkalmasabbnak. És végül szól az emberi tudás, elbizakodottság határól.

## Történet
A regény tartalmát maga Verne foglalja össze a Hódító Robur folytatásában, A Világ Ura regényében.
Június 12-én este tartotta ülését Philadelphiában a Weldon Club, amelynek elnöke Uncle Prudent, titkára pedig Phil Evans volt. Az irányítható léghajó fontos kérdéséről vitatkoztak. Az igazgatótanács megbízásából elkészítették a negyvenezer köbméter űrtartalmú léghajót, amelynek a Rajta nevet adták. A léghajót vízszintes irányban légcsavar hajtotta volna, ezt egy könnyű, de nagy teljesítményű dinamó működteti. Arról pedig, hogy hova helyezzék el ezt a légcsavart, egyesek azt mondták, hogy előre, mások pedig, hogy a léghajó kosarának hátsó részére.
A kérdés még nem dőlt el, éles harc folyt az előre-pártiak és a hátra-pártiak között. A vita annyira elfajult, hogy a Weldon Club egyes tagjai már majdnem ölre mentek, amikor a legnagyobb kavarodás közepette egy ismeretlen ember kért bebocsátást az ülésterembe.
Amikor beengedték, Robur néven mutatták be. Miután szót kért, általános csendben kezdett el beszélni. Nyíltan állást foglalt a kormányozható léghajó kérdésének vitájában, és kijelentette, hogy mivel az ember a vitorlával, kerékkel vagy csavarral hajtott hajók révén a tengerek ura lett, a levegő urává csak akkor válik, ha a levegőnél nehezebb szerkezetet használ, mert abban a közegben csak nehezebb tárgy biztosítja a szabad mozgást.
Ez pedig örökös vita tárgya volt a léghajózás és a repülés tábora között. Az ülésen, ahol a levegőnél könnyebb légi közlekedési eszközök hívei voltak többségben, a vita oly hevessé vált, hogy Robur, akinek ellenfelei a "Hódító" melléknevet adták, kénytelen volt elhagyni a termet.
Néhány órával ennek a rendkívüli embernek a távozása után a Weldon Club elnökét és titkárát mindenre elszánt emberek elrabolták. Amikor a Frycollin nevű inas kíséretében a Fairmont Parkon haladtak át, több ember vetette magát rájuk, szájukat betömték, kezüket-lábukat összekötözték; minden ellenállásuk hiábavalónak bizonyult, a magányos fasorokon át elcipelték és az egyik tisztáson álló járműbe tuszkolták őket. Virradatkor Robur repülő gépének foglyaiként már a levegőben szálltak olyan táj felett, amelyet sehogyan sem tudtak felismerni.
Uncle Prudent és Phil Evans most személyesen győződött meg arról, hogy az előző napi szónok nem vezette őket félre, hogy olyan repülő gépe van, amely a levegőnél nehezebb szerkezet repülésének elvén alapult, és amelyen jó vagy balszerencséjük - majd kiderül, melyik - rendkívüli utazást tartogat számukra.
Ezt a szerkezetet, amelyet Robur mérnök tervezett és készített, kétféle irányba beállított légcsavarok hajtották a tengelyükkel egyező irányban. A függőleges tengelyű csavarok függőleges irányban, a vízszintes tengelyűek vízszintes irányban mozdították el a gépet. Működése hasonlított a helikopteréhez, amely a levegőben rézsútos síkban is tud repülni.
Az Albatros nevű repülő gépnek harminc méter hosszú volt a törzse, két légcsavar - az egyik elöl, a másik hátul - biztosította az előrehaladást, harminchét függőleges tengelyű légcsavar pedig a levegőben tartotta fenn, ezek közül tizenöt-tizenöt a repülő testének két oldalán, hét hosszabb tengelyű pedig a közepén helyezkedett el. 
Az energia, amely a gépet a levegőben fenntartotta és előrehajtotta, az elektromosság. Hogyan és miből merítette a feltaláló azt az elektromosságot, amellyel az elemeket és telepeket feltöltötte? Nagyon valószínű - bár titka sohasem derült ki -, hogy a környező levegőből vonta ki, amely mindig tartalmaz több-kevesebb villamosságot.
Robur mérnök személyzete egy John Turner nevű tisztből, három gépészből, két segédgépészből és egy szakácsból állt, összesen nyolc emberből, akik jól el tudták látni a szolgálatot.
Így mondta aztán Robur két útitársának, akik akaratuk ellenére lettek kísérői:
A repülő gépemmel ura vagyok ennek a hetedik világrésznek, amely nagyobb, mint Ausztrália, Óceánia, Ázsia, Amerika és Európa; ura vagyok Ikáriának, ennek a légi birodalomnak, amelyet a közeli jövőben az ikáriaiak ezrei népesítenek majd be!
Az Albatros nyugat felé haladva átrepült a Sziklás-hegység óriási vonulata, majd a kaliforniai rónák felett; aztán elhagyta San Franciscót, áthaladt a Csendes-óceán északi része felett egészen a Kamcsatka-félszigetig. Majd a repülő gép utasainak szeme előtt végigvonultak a Mennyei Birodalom tartományai és fővárosa, Peking, amelyet négyszeres falgyűrű övez. Ezután a repülő gépet az emelő légcsavarok nagyobb magasságokba emelték, és átrepülte a Himalája hófedte csúcsait és csillogó gleccsereit. Ettől kezdve állandóan tartotta a nyugati irányt. Miután áthaladt Perzsia és a Kaszpi-tenger felett, elérte Európa határát, majd az orosz sztyeppéket; végigrepült a Volga völgye felett, látták Moszkvában és Péterváron, megpillantották Finnország lakói és a Balti-tenger halászai. Svédországot Stockholmnál, Norvégiát Krisztiániánál repülte át; majd dél felé fordult, ezer méter magasságban repült el Franciaország felett; Párizsnál százlábnyira leereszkedett, fényszórói pedig vakító fénykévékkel világították meg ezt a nagy fővárost. Aztán Olaszország következett: Firenze, Róma, Nápoly, majd rézsútos irányban átrepülte a Földközi-tengert. A légi jármű elérte a hatalmas kiterjedésű Afrika partjait, ezek mentén haladt a marokkói Espartel-foktól egészen Egyiptomig Algéria, Tunisz és Tripolitánia felett. Majd a Szahara királynőjének nevezett Timbuktu felé vette útját, és nekivágott az Atlanti-óceán légiterének.
Afrika elhagyása előtt Robur az Albatrost a Dahomey királyság fővárosa fölé irányítja. Dahomey épp új királya megkoronázására készül, ilyenkor hatalmas emberáldozatot mutatnak be. Robur és emberei az alacsonyra süllyedő Albatros fedélzetéről golyózáporral szétzavarja a mészárlásra készülőket.
Semmi sem tudta feltartóztatni a hatalmas víztükör felett, még a hevesen tomboló viharok sem, sőt még annak a nagy erejű forgószélnek az örvénye sem, amelybe belekerült, és amelynek tölcsérét - hála a pilóta hidegvérének és ügyességének - sikerült ágyúlövésekkel szétoszlatni. A szárazföldet a Magellán-szoros bejáratánál pillantották meg ismét. Az Albatros észak-déli irányban átrepült felette, majd a Horn-fokon túl kanyarodott el tőle, és nekivágott a Csendes-óceán déli térségeinek.
A Tűzföld elhagyása előtt észreveszik az elsüllyedt nantes-i Jeanette gőzös csónakba menekült, legyengült legénységét. Egy kötelet lelógatva bevontatják őket a legközelebbi kikötőbe.
Majd miután áthaladt a Déli-sarkvidék tengereinek kihalt térségei felett, miután megküzdött egy ciklonnal, amelynek sikerült aránylag csendesebb központját elérnie, Robur a Graham-föld csaknem ismeretlen vidékei felett haladt tovább; a déli fény csodálatos ragyogásában néhány óráig a Déli-sark felett lebegett. Majd az orkán elsodorta, és a vulkanikus tüzet árasztó Erebus felé hajtotta, és csak csodával határos módon menekült meg.
Aztán július végén, az Indiai-óceán egyik szigetén, amely Új-Zélandtól tizenöt fokkal keletre feküdt, a Chatham-szigetek egyikén, útja során először, az Albatros kikötött. Itt azért kötöttek ki, mert a legutolsó orkánban a repülő légcsavarjai erősen megrongálódtak, és ha nem javítják meg, nem tudott volna eljutni a kétezer-nyolcszáz mérföldre fekvő X-szigetre, a Csendes-óceán egy ismeretlen szigetére, ahol az Albatros készült.
Uncle Prudent és Phil Evans nagyon jól tudta, hogy most, amikor a gépet a földhöz kötötték, kedvezőek a körülmények a szökéshez. Azt a merész tervet eszelték ki, hogy a gépet felrobbantják egy dinamitbombával, amelyet a lőszerkamrából szereznek, így elpusztítják a nagy erejű repülő szerkezetet feltalálójával és személyzetével együtt. A dinamit robbanása előtt még lesz idejük a sodronyon leereszkedni, és végignézhetik, hogyan pusztul el az Albatros, hogyan hullik szét darabjaira. Tervüket meg is valósították. 
Az Albatros - amelynek előrehajtó légcsavarjai akkor nem működtek - a szél elsodorta, a robbanás összetörte, majd a gép belezuhant a Csendes-óceán hullámaiba.
Uncle Prudent, Phil Evans és Frycollin június 12-ről 13-ra virradó éjszaka tűnt el, amikor a Weldon Clubból távoztak. Azóta semmi hír sem érkezett róluk. Még találgatni sem lehetett, hogy hol lehetnek. A két köztiszteletben álló férfiú klubtársai attól tartottak, hogy többé nem látják viszont őket. Kutatni kezdtek utánuk, a rendőrség is bekapcsolódott a nyomozásba, táviratoztak az Ó- és Újvilág minden részébe. Az eredmény semmi. 
Szeptember 20-án aztán egy olyan hír terjedt el Philadelphiában, amely gyorsan eljutott másfelé is. Uncle Prudent és Phil Evans délután visszaérkezett a Weldon Club elnöki lakásába. Még aznap este ülésre hívták össze a klub tagjait, akik kitörő örömmel fogadták társaikat. A feltett kérdésekre igen tartózkodóan válaszoltak, helyesebben szólva: egyáltalán nem feleltek. Később azonban a következők derültek ki:
A szökés és az Albatros eltűnése után Uncle Prudent és Phil Evans arra törekedett, hogy életét valahogyan biztosítsa, és közben várták az alkalmat, hogy elhagyhassák a Chatam-szigeteket. Türelemre volt tehát szükségük, és a hajótöröttek csak öt hét múlva tudtak felszállni egy Amerika felé induló hajóra.
És tudja az olvasó, hogy mi volt Uncle Prudent és Phil Evans egyetlen gondja a visszatérés után? Egész egyszerűen az, hogy folytassák a félbeszakadt munkát, befejezzék a Rajta léghajó építését, és ismét felemelkedjenek a magasabb légrétegekbe, amit nemrég jártak be, méghozzá milyen körülmények között, annak a repülő gépnek a fedélzetén!
A következő év április 20-án a léghajó készen állt az indulásra Harry W. Tindernek, a híres léghajósnak a vezetésével, akit a Weldon Club elnöke és titkára kísért el útjára.
Elérkezett a felszállás napja. A Rajta űrtartalma óriási, így azonnal felemelkedik majd a legmagasabb légrétegekbe. Magától értetődik, hogy az előre-pártiak és a hátra-pártiak vitáját a legegyszerűbben és leglogikusabb módon oldották meg: egy légcsavart helyeztek a léghajó gondolájának elejére, egy másikat a hátuljára; az elektromosság majd olyan erővel hajtja ezeket, amilyet eddig még soha nem tapasztaltak.
Az idő egyébként a lehető legkedvezőbb volt, az ég felhőtlen, még csak egy szellő sem fújt. A léghajó lassan, méltóságteljesen emelkedett felfelé. Azután kísérletet tettek a vízszintes irányú mozgásra - és a műveletet teljes siker koronázta. Északnyugat felől egy mozgó test tűnt fel a levegőben, és igen gyorsan közeledett. 
Hogy megdöbbent Uncle Prudent és Phil Evans, amikor megpillantották az Albatrost, amelyről azt hitték, elpusztult!... A robbanás valóban el is pusztította, a roncsai pedig a mérnökkel és személyzetével a Csendes-óceánba zuhantak. Egy hajó azonban csakhamar felszedte őket, azon Ausztráliába utaztak, és onnan azonnal továbbindultak X-szigetre.
Roburt most már csak egyetlen gondolat foglalkoztatta: bosszút állni. És hogy a bosszúállás sikerüljön, egy újabb, és ha lehet, még tökéletesebb repülő gépet szerkesztett, mint az előző volt. Aztán amikor megtudta, hogy hajdani utasai, a Weldon Club elnöke és titkára kísérleti útra készülnek a Rajtával, elindult az Egyesült Államok felé, s az említett napon és órában megjelent.
Uncle Prudent és Phil Evans a léghajó gondolájában jól tudták, milyen veszély fenyegeti őket, mi lehet ennek a találkozásnak a vége. El kell menekülni, de nem vízszintes irányban, mert úgy a Rajtát hamar utolérik, hanem felemelkedve a magasabb levegőrétegekbe, ahol talán el tudnak menekülni a borzalmas ellenfél elől.
Így tehát a Rajta ötezer méter magasra emelkedett. Az Albatros azonban hatalmas lendülettel üldözőbe vette, és egyre szűkülő körben körözött körülötte. A Rajtából kidobták a holtsúly egy részét, és még ezer méterrel feljebb lebbent. Az Albatros azonban légcsavarjainak maximumra fokozott fordulatszámával ide is követte. Ebben a pillanatban robbanás történt. A nagy magasságban túlságosan kiterjedt gáz nyomására a ballon burkolata szétrepedt, és az összeesett léggömb nagy sebességgel zuhanni kezdett.
Ekkor az Albatros a léggömb irányába siet, de nem végezni akar vele, hanem segíteni rajta. Igen! Robur, bosszújáról elfeledkezve, gépével megközelítette a Rajtát, és embereivel áthozatta Uncle Prudentet, Phil Evanst és a léghajóst repülő gépének a fedélzetére. Aztán a csaknem teljesen kiürült léggömb úgy zuhant rá a Fairmont Park fáira, mint valami óriási rongydarab.
Az Albatros néhány percig megállt öt-hatszáz méter magasságban, majd ereszkedni kezdett, mintha le akarna szállni a Fairmont Park szélén. Az Albatros továbbereszkedett, és öt-hat lábnyira a talajtól megállt, miközben fenntartó légcsavarjai egyre forogtak.
Amerikai polgárok! A Weldon Club elnöke és titkára ismét hatalmamban van. Csak a megtorlás jogával élnék, ha foglyaimnak tekinteném őket. De a gyűlölködésből, amelyet az Albatros sikere lobbantott fel bennük, megértettem, hogy a szívek és elmék még nem készültek fel azokra a nagy változásokra, amelyeket majdan a levegő meghódítása idéz elő! Uncle Prudent, Phil Evans, önök szabadok!
A Weldon Club elnöke és titkára, továbbá Tynder léghajós egy pillanat alatt a földre ugrottak, a repülő gép pedig vagy harminclábnyira a tömeg fölé emelkedett, ahol már nem érhették el.
Amerikai polgárok! A kísérletem véget ért, mindennek ki kell várni a maga idejét... Ma még nem érkezett el a napja annak, hogy diadalmaskodhassam az ellentétes érdekek, érzelmek felett. Távozom hát, és magammal viszem titkomat. E titok azonban nem vész el az emberiség számára, az övé lesz azon a napon, amikor elég képzett lesz ahhoz, hogy soha vissza ne éljen vele. Amerikai polgárok, üdv nektek!
Aztán az Albatros légcsavarjai felemelték, megindították előre, és a repülő gép a tömeg éljenzése közepette keleti irányban eltűnt.

## Fejezetek
1. fejezet, melyben a tudós és a tudatlan világ egyként tanácstalan
2. fejezet, melyben a Weldon Club tagjai vitatkoznak, de megegyezésre nem jutnak
3. fejezet, melyben új szereplőt ismerünk meg, de nem kell bemutatni, mert bemutatkozik ő maga
4. fejezet, melyben a szerző Frycollin inassal kapcsolatban megpróbálja tisztára mosni a holdat
5. fejezet, melyben ideiglenes fegyverszünetet köt a Weldon Club elnöke és titkára
6. fejezet, melyet mérnökök, repülésszakértők és egyéb tudósok nyugodtan átugorhatnak
7. fejezet, melyben Uncle Prudent és Phil Evans ismét tiltakoznak az ellen, hogy meggyőzzék őket
8. fejezet, melyben Robur elhatározza, hogy fontos kérdésekre válaszol
9. fejezet, melyben az Albatros csaknem tízezer kilométeres, izgalmas utat tesz meg
10. fejezet, melyből megtudjuk, hogyan és miért került Frycollin vontatókötélre
11. fejezet, melyben Uncle Prudent haragja a sebesség négyzetével egyenes arányban növekszik
12. fejezet, melyben Robur mérnök úgy tesz, mintha Monthyon-díjat akarna nyerni
13. fejezet, melyben Uncle Prudent és Phil Evans átkelnek az egész óceánon, és mégsem lesznek tengeribetegek
14. fejezet, melyben az Albatros megmutatja, hogy olyat is tud, amire rajta kívül más talán sohasem lesz képes
15. fejezet, melyben valóban feljegyzésre méltó események történnek
16. fejezet, mely sajnálatosnak mondható kétségek között hagyja az olvasót
17. fejezet, melyben két hónappal vissza-, majd kilenc hónappal előreugrunk
18. fejezet, melyben az Albatros igaz históriája befejeződik anélkül, hogy véget érne

## Értékelés
„A következő regény hosszú idő után először fordul újra egy közlekedési probléma megoldása felé. S talán ez a nagyobb szabású feladat ihleti egyik legmarkánsabb hősének megalkotására. A »levegőnél nehezebb« repülőgép feltalálója, a Hódító Robur (Robur le Conquérant. 1886) a feltaláló lángelme kemény céltudatosságát és kíméletlen öntudatosságát egyesíti. A neve is »Erő«. Kivételes erejű az értelme, amellyel a sok vízszintes csavartól fenntartott, papírmasé-testű »Albatros«-t életre hívja; de törhetetlen erejű az akarata is, amellyel az emberi törvények fölé emelkedik. Amikor a philadelphiai Weldon-Institute-ban a »levegőnél könnyebb« léghajó hívei lehurrogják, elraboltatja a társaság vezetőit. s néger szolgájukat, hogy lássák, mire képes az »Albatros«. Prudentet és Phil Evanst a tudomány diadala nem tudja kiengesztelni a rajtuk esett sérelemért. Megszöknek és felrobbantják a remekművet. És aztán — igazi makacs amerikai fejjel — megépítik a «levegőnél könnyebb» léghajót. A »Go ahead« felbocsátásánál váratlanul megjelenik a rekonstruált »Albatros«, de bosszú helyett segítségére siet a mesebeli béka módjára felfuvalkodott és kipukkadt ellenfelének. Aztán nemes rezignációval búcsúzik el Robur: »Polgárai az Egyesült-Államoknak. az én kísérletem végre van hajtva, de arra a meggyőződésre jutottam, hogy semmit sem szabad elhamarkodni, még a haladást sem. A tudománynak nem szabad megelőzni az erkölcsöket. Átalakulásokat kell előidéznie, nem forradalmakat. Szóval mindennek a kellő percben szabad csak bekövetkeznie. Ma még sokkal korábban érkezném, hogysem legyőzhessem a megosztott és ellentétes érdekeket. A nemzetek még nem értek meg az egyesülésre.« Súlyos szavak ezek. világnézet és politikai felfogás hordozói. Az »önző« tudós fogalmával régóta viaskodik Verne s modern Richelieu-ként rendszert, sorrendet, fegyelmet kíván. »Értelmi együttműködést«, programszerűséget, szervezettséget. így kell értelmeznünk az utolsó mondatot is, amely Victor Hugo nemzeti alapon álló egyesült államait juttatja eszünkbe. A nemzetköziség nem a nemzeti individualitás megsemmisítése az ő szemükben, hanem a nemzeteknek az emberi haladás munkájában való együttműködése — lényegében »coopération intellectuelle«.
Ez a gondolat, ez a lehangolt programbeszéd dúsan árnyalja az eleven »Erő« jellemét. S most eszünkbe jutnak apró vonások: Robur Dahomeyben szétlő az embert áldozó vadak között; a déli sarktengeren hajótörötteket ment meg. Szíve van, mint Nemonak, pedig mind a ketten az átlagemberiség száműzöttjei. De míg Nemó bonyolult jelleme a halál előtt kitisztul és megenyhül, a Roburéban később a lángész őrülete lobog fel s elhamvasztja a »Világ urát«.
A Robur-regénv igazi őse egyébként nem a Húszezer mérföld, hanem az Utazás a Holdba. A Weldon-Institute amerikai technikus különcei mintha a Gun-Clubból szabadultak volna el, csak ötletességük csökkent s fonákságaik növekedtek. Köztük is megjelenik a vállalkozó szellemű lángész, de Robur nem talál olyan megértő hallgatóságra, mint Ardan Mihály. Mintha közönsége, az amerikai publikum is megöregedett. nekikeseredett volna. A hírlapok és a csillagdák itt is polemizálnak, de itt az ő berzenkedésük swifti gúnnyal van tárgyalva, nem tisztelettudó lelkendezéssel. Robur úgy jár embertársai között, mint Gulliver a törpék között.”

– Hankiss János

Az a tudományos levegő, amely az olvasót körülveszi, nem unalmas. hanem vérpezsdítő, mámort hozó. … S megértjük, hogy Verne legnagyobb érdeme nem a tudományos anyag népszerűsítése, hanem a tudományos atmoszféra elterjesztése szerte e világon.
És mégis: Robur bevallja, hogy túl korán érkezett. Megküzdött az anyag ellenállásával, de nem bír szembeszállni a szellem előítéleteivel. A tudós koronája állhatatlan korona: minden pillanatban legördülhet a fejéről. Mások fantáziáiból tudjuk, mennyi ellenséget vagy talán bajt is szerezhetne társadalmunkban az. aki olcsó mesterséges aranyat vagy gyémántot állítana elő. Verne úgy látja, hogy Robur repülő gépének korszerűtlensége abban is van, hogy nagyon közel hozza egymáshoz a nemzeteket. Hogy igaza volt-e, ma még nem lehet megállapítani. A repülőgép még nem vált a mindennapi ember közlekedési eszközévé. De hogy a közlekedés átalakulása valamilyen — kedvező vagy kedvezőtlen — változást fog hozni a nemzetek viszonyába, az már ma is valószínűnek látszik.

## Szereplők
- Uncle Prudent, a Weldon Club elnöke
- Phil Evans, a Weldon Club titkára
- Jem Cip, a Weldon Club pénztárosa
- Truk Milnor, a Weldon Club tagja
- William T. Forbes, a Weldon Club tagja
- Dorothy Forbes, William T. Forbes lánya
- Martha Forbes, William T. Forbes lánya
- Frycollin, Uncle Prudent inasa
- Harry W. Tinder, a Rajta léghajó parancsnoka
- Robur, mérnök, feltaláló, az Albatros kapitánya
- Tom Turner, az Albatros helyettes kaptitánya
- François Tapage, az Albatros szakácsa
- Bahadu, Dahomey volt uralkodója
- Bu-Nadi, Dahomey új uralkodója

Uncle Prudent szó szerinti fordításban Prudent nagybácsi, a regény értelmében Prudent bácsi lenne. Prudent nevét Verne kedvenc rokonától, Prudent Allotte de la Fuÿe-től vette, akinél gyerekkorában testvérével együtt a nyári szüneteket töltötte.

## Érdekességek
- ...sem nagyon igyekezett az agglegénység biztos előnyeit elcserélni a házasság vitatható előnyeivel.[7] Ez a félmondat, amellyel Uncle Pudent és Phil Evanst jellemzi, újabb bizonyíték arra, hogy Verne nő-kerülő volt és nem értékelte sokra a házasságot.

- Enyv nélküli papiros ez, az egyes lapokat dextrinnel és keményítővel impregnálják, majd hidraulikus présbe kerülnek, ahol acélkemény anyaggá sajtolódnak össze. Csigákat, síneket, vagonkerekeket készítenek belőle, s ezek keményebbek a fémkerekeknél, ugyanakkor jóval könnyebbek.[8] – írja Verne az Albatros felületéről. És valóban, létezik a leírthoz hasonló papír, bár kicsit más gyártás-technikával.[9]

- Az elektromosságot használta fel, azt az energiát, mely egy napon az ipari élet lelke lesz.[8] Verne jóslata az elektromosságról 1886-ban.

- ...az derült ki, hogy Robur az argentin köztársaság hajdani minisztere, a Tengernagyi Hivatal egyik vezetője, az Egyesült Államok nyugalomba vonult elnöke, rendelkezési állományba helyezett spanyol generális, indiai alkirály, aki a levegőégben keres magasabb pozíciót; ...milliókat szerzett a repülő masina segítségével végrehajtott rablóhadjáratok során, s most a közbosszú elől bujdosik, ...tönkrement, mire elkészült ezzel a géppel, s hogy pénzhez jusson, kénytelen mint mutatványos szerepelni. ...a holdba akar repülni, s ott, ha kedvére való falut talál, le is telepszik.[10] Verne nem sokat árult el Roburról.

- ...Marquesas-zátonyok roppant vizéből emelkedik ki, távol minden óceáni úttól.[11] Robur búvóhelye, az X sziget.

- Ami pedig a légi közlekedés jövőjét illeti, ez a repülő gépé, és nem a léghajóé.[12] Verne jól látta, a léghajó száz éven át (1837-1937) között próbált a légi közlekedés eszközévé válni, sikertelenül.

- Egy újságcikkből idézi a következő sorokat Verne: Még él az emlékezetünkben, hogy a ragginahrai bégum két örököse, a francia Sarrasin doktor és a német Schultze mérnök között milyen heves vita tört ki. Tudjuk azt is, hogy a francia doktor Francevilleben, a német mérnök pedig Stahlstadtban lakik, s hogy mindkét város az egyesült államokbeli Oregon déli részében fekszik.[13] Az író saját regényéről, az 1879-ben megjelent A bégum ötszázmilliója utópiáról van szó.

- Verne barátjával, Nadarral hosszú beszélgetéseket folytatott, amikor az Öt hét léghajón regényt írta. Erre a vitára utal ebben a levélrészletben: "Kedves barátom, Hetzel útján küldök neked egy példányt a "Robur the Conqueror"-ból. Ebben megtalálja az összes választ a levegőnél nehezebb kérdésben! Tiszta fantázia formájában újra felvetettem ügyünket. Ön megmondhatja nekem, ha tetszik, vagy ha nem tetszik. Huszonöt évvel fiatalabb voltunk, amikor erről beszélgettünk..."[14]

- Az egyik legsikeresebb regény tétje az, hogy körbe lehet-e utazni a Földet 80 nap alatt .[15] Egyszóval: úgy, ahogy Robur már mondotta, az Albatros, amennyiben légcsavarjai teljes erővel működnek, kétszáz óra, vagyis alig több mint egy hét alatt körül tudta volna röpülni a Földet! [16]

- Léggömb, légballon, léghajó és repülő. Az első léggömb 1783. szeptember 19-én emelkedett magasba. A XX. század elején a léghajók kiszorították az emberi utazásból a léggömböt, légballont, melyek igen mérsékelten voltak irányíthatóak. Az épp erőre kapó léghajózás hanyatlása Hindenburg léghajó 1937. május 6-án bekövetkezett katasztrófájának következménye volt. A léghajók ezután gyorsan eltűntek a levegőből, és helyüket a repülőgépek vették át.

- Verne egyik első novellája, a Dráma a levegőben (1851) egy hőlégballonban játszódik. Első regénye az Öt hét léghajón (1862), mely sikeres lesz.

- Robur kapitányt sokan a levegő Nemojának aposztrofálják. Bár sok hasonlóság van a két meg nem értett, korát megelőző feltaláló között, de jellemben jelentősen eltérnek. Robur a Világ Ura regényben öntörvényűvé válik, amíg Nemoban az emberbarátság kerekedik felül.[17] ...hogyan és miből merítette a feltaláló azt az elektromosságot, amellyel az elemeket és telepeket feltöltötte? Nagyon valószínű - bár titka sohasem derült ki -, hogy a környező levegőből vonta ki, amely mindig tartalmaz több-kevesebb villamosságot; egyébként a híres Nemo kapitány is így vonta ki az elektromosságot a környező vízből, amikor Nautilusával az óceán mélyén hajózott.[18]

## Verne a repülésről[19]
Harminc év telt el azóta, hogy Nadarral együtt megalapítottuk a Levegőnél nehezebb gépek társaságát. Szeretném mondani, hogy véleményem szerint "az űrben történő irányíthatóság csak a levegőnél nehezebb gépekkel érhető el". Ez több mint nyilvánvaló. A madár nehezebb, mint a levegő, de repül, és irányt is választ.
A levegőnél könnyebb tárgy mindig a szél kegyelme alatt áll, a nehezebb ellenáll a szélnek. De a repülőgép, bármennyire is csodálatos, soha nem lesz tökéletes. Semmi sem tökéletes ebben a világban. Mondom neked, a legkisebb sérülés, ütés, és a földre esik.
Egyszer találkoztam egy férfival, aki csodálatos szárnyakat épített. Nagyszerűek voltak – elméletben. És a gyakorlatban? Amikor egy reggel ezeket a szárnyakat a hátához rögzítette, és egy hídról leugrott, ahelyett, hogy levegőbe emelkedett volna, a vízbe esett. Gépe csak elméletben volt tökéletes.
Ha azt mondanánk, hogy soha nem fogunk repülni a levegőben, ellentmondásban állnánk a haladással. Nem ezt mondom. Talán sok év múlva majdnem tökéletes repülőgépet tudunk felépíteni. Ne bízz abban, hogy ez a szállítóeszköz másokat helyettesít! A fenébe ... Nos, elmondom neked ... Szkeptikus vagyok. Még mindig azt hiszem, hogy a legkisebb hiba esetén minden a földre esik. A hibákat szárazföldön vagy tengeren meg lehet javítani, de a levegőben...
Ne is szabadítsuk el a feltalálókat! Ők a tudomány fejlődésének mozgatórugói. Igaz, hogy a Montgolfier fivérek óta nem találtak semmi újat az aerosztatika területén. Kötél, gondola, szelep, hidrogén – mindez már régóta ismert. De könnyű motorokat kell építeni. Ezzel tartozunk az aerosztatikának.
Az a nap, amikor sikerül, forradalom napja lesz minden közlekedési módban. És a repülőgépek fogják először élvezni a találmány adta előnyöket, mivel a könnyű motor gyártásával kapcsolatos munkát miattuk kell elvégezni.
De nem számít mennyire könnyűek, a motoroknak mindig lehet gyenge pillanata – erre emlékezni kell!
És éppen e pillanat miatt nem hiszek a híres légi omnibuszokban, amelyek egyesek szerint felváltják a metrót.

## Magyar kiadások
- Győzedelmes Robur, fordította: Kövér Ilma, Magyar Kereskedelmi Közlöny, Budapest, Verne Gyula munkái sorozatban [20]
- A hódító Robur, fordította Huszár Imre, Franklin, [20] Budapest, 1888 (második kiadás: 1898, harmadik kiadás: 1911, negyedik kiadás: 1923)
- A győzedelmes Robur, fordította: Ilosvai Hugó, Sachs–Pollák, Budapest, 1899[20]
- Hódító Robur, fordította: Bartócz Ilona, illusztráció: Benkő Sándor, Móra Könyvkiadó, Budapest, 1962
- Hódító Robur, fordította: Bartócz Ilona, Unikornis, Budapest, 1998, ISBN 9634272223
- Hódító Robur, fordította: Bartócz Ilona, illusztráció: Lévay Tamara, Holnap Kiadó Kft., 2012, ISBN 9789633490488

## Feldolgozás
- Master of the World címmel készült film 1961-ben az Egyesült Államokban, mely alapként használta Verne művét. A rendező William Witney volt, a főbb szerepeket Henry Hull, Charles Bronson és Vincent Price játszották. A történet szerint 1868-ban egy amerikai tudóst és csapatát a fanatikus pacifista Robur túszul ejt, aki az Albatross léghajóját a földi katonai célok elpusztítására használja.[21]

- Több külföldi képregény mellett egy magyar megjelenés ismert. 1965-ben a DIA-ban, két folytatásban, hatvan oldalon Szemere Antal színes rajzaival volt olvasható.[22]